# Biljarda
Il Bilijarda è una ex-residenza principesca di Cettigne, la capitale storica del Montenegro. Al suo interno ospita il Museo Pietro II Petrovic-Njegoš che, assieme ad altre istituzioni culturali, forma il Museo di Storia del Museo nazionale del Montenegro.

## Storia e descrizione
Il palazzo fu costruito per volontà del principe montenegrino Pietro II Petrovic-Njegoš nel 1838. L'edificio venne progettato dall'architetto russo Jakov Ozereckovski e funse da residenza ufficiale Casa Reale montenegrina fino al 1867, anno in cui il principe Nicola I si trasferì nel nuovo palazzo. Oltre ad espletare le funzioni di palazzo principesco, la Biljarda ospitava uffici governativi, le sedute degli Anziani e la tipografia della Casa Reale. Il palazzo prende il nome dal tavolo da biliardo, il primo portato nel Montenegro, presente al suo interno.
L'edificio ha una mole imponente e spartana. Ha una pianta rettangolare, è realizzato in pietra, è sovrastato da un tetto in piombo ed è delimitato da un muro di cinta con torri circolari ai quattro angoli. All'interno del Biljarda vi sono 25 stanze, distribuite su due piani, all'interno delle quali è ospitato il Museo Njegoš.
All'interno del giardino del palazzo è presente un padiglione all'interno del quale è custodito un plastico del Montenegro realizzato dalle autorità militari austro-ungariche nel 1917.